# Phil Wainman
Philip Neil "Phil" Wainman (Londres, 7 de junio de 1946) es un productor musical y compositor Inglés, principalmente activo en la década de 1970. Él es conocido por su trabajo con Sweet, Mud, XTC, Dollar y los Bay City Rollers. Sin embargo, su mayor éxito en listados fue la producción de "I Don't Like Mondays" de The Boomtown Rats (1979), escrito por Bob Geldof y con arreglos de Fiachra Trench.
Wainman también se acredita como el codirector de dos sellos independientes británicos: New Dawn Productions Ltd. (que fundó en 1970) y Chinebridge Ltd, creada en 1973 en conjunto con Nicky Chinn y Mike Chapman. Bajo estas etiquetas Wainman produjo una buena cantidad de discos para el mercado local.

## Carrera
En 1964 Wainman estaba trabajando el circuito de cabaret europeo con una banda llamada Los Altos Grados. Él regresó al Reino Unido y se unió a la Paramounts en 1965 por un período corto. [3] El Paramounts había tenido un Reino Unido menor golpeó con un cover de The Coasters "," Poison Ivy ", [4] pero Wainman no apareció en esta pista. Wainman también fue un baterista con un grupo de sesión llamado Las Citas. [3] Lanzaron dos individuales latido / pop tambor temática, de 1966, "Hear Me A Man Drummer" / "Escucha esos tambores" y "Going, Going Gone" de 1968 / "Hey Paradiddle". [3]
Él y el pianista Harold Spiro tiempo después coescribieron el éxito de The Yardbirds ","Little Games", que fue producido por Mickie Most. [5] Wainman trabajaba como editor y compositor de la música, cuando fue presentado al grupo de pop con sede en Middlesex La Confitería. Produjo el primer single, "Cámara lenta" de la banda, que fue lanzado en julio de 1968. [3] La banda acortó su nombre a The Sweet justo antes de la única de ser liberado. La pista no hizo nada y él y The Sweet siguió su camino.
En 1970 Wainman estaba jugando en un grupo principalmente-estudio llamado caramelo, que estaban disfrutando de éxito en las listas de menor importancia con "¿Usted no sabe (que ella dijo hola)". [6] Él fue abordado por miembros de The Sweet, quienes le pidieron canciones. Wainman había conocido a un nuevo dúo de compositores, Nicky Chinn y Mike Chapman, que buscaban una salida para su trabajo. [3] Los tres partidos se unieron, y pasó a forjar una asociación duradera cuatro años. Creó muchos éxitos en todo el mundo, no sólo para The Sweet ("Funny Funny",[7] "Co-Co", "Poppa Joe", "Little Willy", "Wig Wam Bam", "Blockbuster!" plus "Hell Raiser", "The Ballroom Blitz" and "Teenage Rampage"); así como para una serie de otros artistas, con Wainman producir las pistas. [8] Sin embargo, en 1974 se fue El Dulce y Chinn-Chapman y ramificada por su cuenta. [3]
Wainman coescribió y produjo "Give a Little Love" para los City Rollers Bay, [9] un número uno en Reino Unido en 1975. [10] También produjo "Bye Bye Baby", [11] otra carta del Reino Unido topper el mismo año . Además, existen registros créditos como productor de los álbumes, Bay City Rollers, ¿No le gusta? y Once Upon a Star. [12]
Cuando llegó el punk trabajó con la Generación X, pero no fue una experiencia que recuerda con afecto: "Billy Idol siguió diciendo:" ¿Crees que voy a hacer? " Yo dije: "Bueno, tienes toda la sangrienta sin talento, pero te ves muy bien". "[8]
El último gran éxito Wainman trabajó era UK Top 10 hit de Adrian Gurvitz en abril de 1982, llamado "Classic". [13] [14] "Y luego tuve un incidente en casa, donde llegué a casa una noche a las cinco o ' de la mañana, después de haber estado trabajando, y había seis coches de policía en mi casa. Usted sabe la sensación cuando su corazón salta en la boca? Bueno, mi esposa se había atado y amordazado y [después] Me imaginé si tuviera que arriesgar la seguridad de mi familia porque yo estoy en el estudio - hacer yo tiene que tener un guardia armado ocupándose de mi familia mientras yo trabajo? -. por lo que sólo tipo de renunció a producir ... Dejé Pero no porque Yo quería, sino porque sentía que tenía que "'. [3]
Wainman más tarde pasó a trabajar en la propiedad y administración de bienes inmuebles. [3]